# Нимик-6
«Нимик-6» (англ. Nimiq-6) — коммерческий геостационарный телекоммуникационный спутник, принадлежащий канадскому спутниковому оператору Telesat.
Спутник предназначается для эксклюзивного использования клиентом Telesat — оператором непосредственного телевидения Bell TV. КА несёт 32 транспондера Ku-диапазона для передачи телевидения высокой чёткости и других современных телевизионных услуг на территорию Канады из орбитальной позиции 91,1° з. д.

## Происхождение названия
«Nimiq» — инуитское слово обозначающее объект или силу которая удерживает предметы вместе. Название было выбрано в 1998 году из 36,000 предложений после проведения конкурса на лучшее название для этой серии спутников.

## Конструкция
Полезная нагрузка КА «Нимик-6» включает 32 транспондера Ku-диапазона высокой мощности. Согласно лицензии, спутник будет работать в частотных диапазонах 12,2—12.7 и 17,3—17.8 ГГц. Зона охвата Ku-диапазона распространяется на всю территорию Канады (кроме зон Северной Канады, недоступных для геостационарных спутников) и северные штаты США.
КА «Нимик-6» основан на платформе Space Systems / Loral 1300 со сроком активного существования более 15 лет. Стартовая масса спутника — 4745 кг.

## Запуск спутника
Успешный запуск спутника был осуществлён компанией International Launch Services (ILS) с помощью РН Протон-М с разгонным блоком Бриз-М. Запуск состоялся 17 мая 2012 года, в 23:12 по Московскому времени, с площадки 81Л (ПУ № 24) космодрома Байконур.